# Alice Barry
Alice Barry (1946) es una actriz británica.

## Carrera televisiva
Su primer papel televisivo fue en la serie Clocking Off interpretando a Peggy Hargreaves,también apareció en las series Peter Kay's Phoenix Nights y Bob & Rose y ha tenido un rol menor en la serie de comedia Linda Green y en la serie dramática The Royal.Actualmente aparece en la serie Shameless televisada por Channel 4.
| Year         | Title                      | Role             |
| ------------ | -------------------------- | ---------------- |
| 2001         | Phoenix Nights             | Series regular   |
| 2001         | Bob & Rose                 | Beth Armitage    |
| 2001–02      | Clocking Off               | Peggy Hargreaves |
| 2002         | Having It Off              | Mrs Needham      |
| 2002         | Linda Green                | Barbara          |
| 2004         | The Royal                  | Patient          |
| 2004–present | Shameless                  | Lillian Tyler    |
| 2006         | New Street Law             | Mrs Abel         |
| 2007         | Coronation Street          | Mrs Reddish      |
| 2008         | The Paul O'Grady Show      | Herself          |
| 2009         | The Fattest Man in Britain | Joyce            |